# M39 (Panzer)

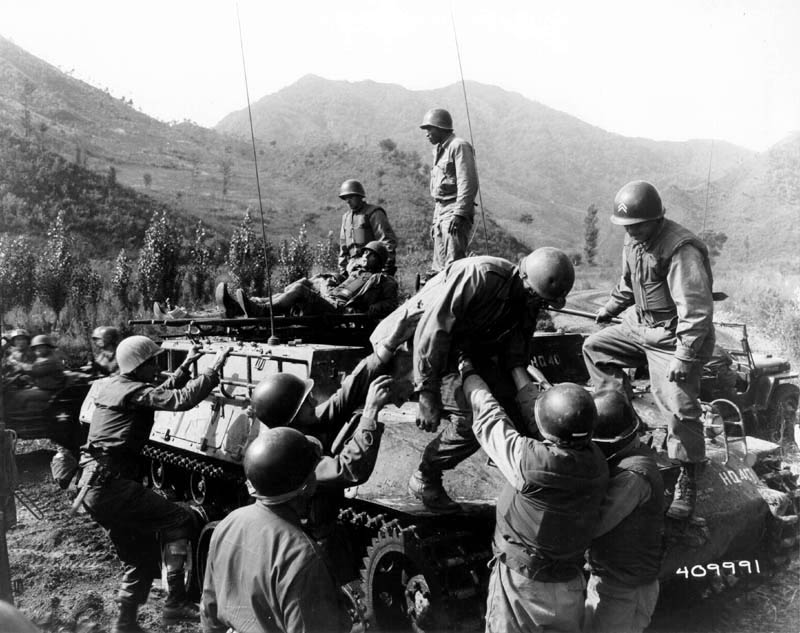
M39-Sanitätspanzer im Koreakrieg

Das Armoured Utility Vehicle M39 ist ein US-amerikanisches gepanzertes Mehrzweck-Kettenfahrzeug, welches zum Ende des Zweiten Weltkrieges auf Basis des Panzerjäger (Tank Destroyer) M18 Hellcat entwickelt wurde. Es gehörte als gepanzerter Mannschaftstransporter zur Erstausrüstung der neu gegründeten Bundeswehr.

## Entwicklung
Mit dem Panzerjäger M18 hatte die US-Army ein hochbewegliches Waffensystem eingeführt. Allerdings stellte sich bald heraus, dass große Teile der Panzerabwehrbataillone, besonders die gezogenen Geschütze, diesem auf dem Gefechtsfeld nicht folgen konnten und damit die Beweglichkeit des M18 nicht voll zur Geltung kommen konnte. Aus diesem Grund begann man mit den Entwicklungsarbeiten am Armored Utility Vehicle T41, dessen erste Tests am 7. März 1944 erfolgreich verliefen. Angedacht war die Produktion einer gepanzerten Zugmaschine (Armored Utility Vehicle T41) und einer Befehls- und Aufklärungsvariante (Armored Utility Vehicle T41E1).

## Produktion
Am 26. Juni 1944 wurde die Umrüstung von 650 M18-Jagdpanzern (einschließlich zehn T41E1), die sich beim Hersteller in Generalüberholung befanden, zu T41 angeordnet. Im November wurde der T41 in die Standardbewaffnung der US-Army übernommen und in armored utility vehicle M39 umbenannt. Der T41E1 wurde lediglich in einer Stückzahl von zehn Fahrzeugen produziert und ausgeliefert, jedoch nicht in die Standardbewaffnung übernommen.

## Einsatz
In den letzten Monaten des Zweiten Weltkrieges erhöhten die AUV M39 die Mobilität der Tank Destroyer Battalions der US-Armee. Mit der Ausmusterung der gezogenen 76-mm- und 90-mm-Panzerabwehrgeschütze nach dem Ende des Konflikts wurden die verbliebenen AUV M39 als gepanzerte Mannschaftstransporter genutzt.
Die Verwendung als gepanzertes Nachschubfahrzeug, Aufklärungs- und Befehlsfahrzeug blieb in den ersten Nachkriegsjahren erhalten, wobei im Koreakrieg die Nutzung als gepanzerter Mannschaftstransportwagen (MTW) überwog.
Mit Wirkung vom 14. Februar 1957 wurden die Fahrzeuge von der US-Army endgültig ausgemustert. Doch fanden viele der Fahrzeuge bei den Verbündeten der USA weiterhin Verwendung.
Einsatz bei der Bundeswehr:
Die Bundeswehr erhielt 1956 etwa 100 der Fahrzeuge aus dem Bestand der US-Army angeboten, von diesen wurden letztlich 32 als Erstausstattung mit gepanzerten MTW beschafft. Einzig das Panzergrenadier-Lehrbataillon in Munster wurde mit diesen M39 ausgerüstet. Nach nur vier Jahren im Einsatz wurden 1960 die M39 durch den deutschen Schützenpanzer HS 30 ersetzt.

## Technik
Der M39 nutzte nahezu unverändert die Wanne des Tank Destroyer M18 Hellcat. Anstelle des Turmes hatte er allerdings einen nach oben offenen Mannschaftsraum für acht Mann in der Variante T41/M39 bzw. sieben Mann in der Variante T41E1. Die Bänke befanden sich jeweils am hinteren und vorderen Ende des Mannschaftsraumes. Ein Fahrer und ein Beifahrer unter vollem Panzerschutz komplettierten die Besatzung. Da der oben offene Kampfraum bald als Problem gesehen wurde – er machte die Besatzung anfällig für Artilleriesplitter und Beschuss – hatte man bereits im März 1945 einen 10 mm starken, gepanzerten Aufsatz aus Panzerblechen entworfen, der etwa 20 cm über die Bordwände ragte. Zu einer Einführung kam es nicht. Der Aufbau auf dem Kampfraum behinderte wohl, trotz der acht Luken, das Absitzen vom Fahrzeug zu sehr und verschärfte wohl die bereits bedrückende Enge des Mannschaftsraumes.
Die Bewaffnung des M39, als Zugfahrzeug, bestand aus einem 12,7-mm-Maschinengewehr M2 auf einem Drehkranz über dem offenen Kampfraum. Die Munitionszuladung für die angehängte Panzerabwehrkanone bestand aus 42 76-mm-Patronen.
Aufklärungsfahrzeuge waren zusätzlich mit einer Panzerabwehrwaffe Bazooka und drei Panzerabwehrminen bestückt. Die weitere Ausstattung bestand aus einem Funkgerät SCR 610 und, im Falle der Aufklärungs- und Befehlsfahrzeuge T41E1, zusätzlich über ein SCR 506 oder 608 mit APU.